# 후지와라 다쿠야
후지와라 다쿠야(일본어: 藤原 拓也, 1992년 12월 18일~)는 일본의 축구 선수이다.

## 구단 경력
그는 2015년 일본 풋볼 리그의 아술 클라로 누마즈에 입단했다. 2016년 일본 풋볼 리그 3위를 기록하여 J3리그로 승격했다. 2019년까지 114경기에 출전하여, 4득점을 넣었다. 2020년 가이나레 돗토리로 이적했다. 2022년부터 2024년까지 YSCC 요코하마에서 뛰었다.